# 1971 NBA Draft

## Legenda
Pogrubiona czcionka – wybór do All-NBA Team.
|  | - występ w NBA All-Star Game. |

Gwiazdka (*) – członkowie Basketball Hall of Fame.

## Runda pierwsza
| Nr | Zawodnik              | Narodowość        | Drużyna NBA            | College/Drużyna              |
| -- | --------------------- | ----------------- | ---------------------- | ---------------------------- |
| 1  | Austin Carr (G)       | Stany Zjednoczone | Cleveland Cavaliers    | Notre Dame University        |
| 2  | Sidney Wicks (F/C)    | Stany Zjednoczone | Portland Trail Blazers | UCLA                         |
| 3  | Elmore Smith (C)      | Stany Zjednoczone | Buffalo Braves         | Kentucky State University    |
| 4  | Ken Durrett (F)       | Stany Zjednoczone | Cincinnati Royals      | La Salle University          |
| 5  | George Trapp (F/C)    | Stany Zjednoczone | Atlanta Hawks          | California State University  |
| 6  | Fred Brown (G)        | Stany Zjednoczone | Seattle SuperSonics    | University of Iowa           |
| 7  | Cliff Meely (F)       | Stany Zjednoczone | Houston Rockets        | University of Colorado       |
| 8  | Darnell Hillman (F/C) | Stany Zjednoczone | Golden State Warriors  | San José State University    |
| 9  | Stan Love (F)         | Stany Zjednoczone | Baltimore Bullets      | University of Oregon         |
| 10 | Clarence Glover (F)   | Stany Zjednoczone | Boston Celtics         | Western Kentucky University  |
| 11 | Curtis Rowe (F)       | Stany Zjednoczone | Detroit Pistons        | UCLA                         |
| 12 | Dana Lewis (C)        | Stany Zjednoczone | Philadelphia 76ers     | University of Tulsa          |
| 13 | Jim Cleamons (G)      | Stany Zjednoczone | Los Angeles Lakers     | Ohio State University        |
| 14 | John Roche (G)        | Stany Zjednoczone | Phoenix Suns           | University of South Carolina |
| 15 | Kenny McIntosh (F)    | Stany Zjednoczone | Chicago Bulls          | Eastern Michigan University  |
| 16 | Dean Meminger (G)     | Stany Zjednoczone | New York Knicks        | Marquette University         |
| 17 | Collis Jones (F)      | Stany Zjednoczone | Milwaukee Bucks        | Notre Dame University        |

Gracz spoza pierwszej rundy tego draftu, który wyróżnił się w czasie gry w NBA to Spencer Haywood. Jest on pierwszym graczem, który zagrał w NBA przed ukończeniem nauki.
Z numerem 65. Phoenix Suns wybrali Waltera Szczerbiaka, ojca Wally’ego Szczerbiaka.